# Joseph Garnier
Pour les articles homonymes, voir Joseph Garnier (homonymie) et Garnier.
Clément Joseph Garnier, né le 3 octobre 1813 à Beuil (Alpes-Maritimes) de Jean-Dominique Garnier et Catherine Lombard et mort le 25 septembre 1881 à Paris, est un économiste et homme politique français.
Il est marié en premières noces avec Aglaé Blanqui puis, veuf, se remarie avec Marie-Charlotte de l'Aubespine.

## Biographie
Après des études à l'École supérieure de commerce de Paris où enseigne Adolphe Blanqui, également originaire du pays niçois, Joseph Garnier mène une double carrière de journaliste et d'économiste. Il est professeur puis directeur des études à l'École supérieure de commerce de Paris, professeur d'économie politique à l'École nationale des ponts et chaussées et membre fondateur de la Société d'économie politique.
Il est également rédacteur au National, à la Revue de la Science économique et au Journal des économistes.
Il est enfin membre de l'Académie des sciences morales et politiques, membre de la Société de statistique de Londres. 
Il est sénateur des Alpes-Maritimes (janvier 1876 - septembre 1881), tendance centre-gauche, et auteur de nombreux ouvrages d'économie politique. Il est à l'origine de l'ouverture, en 1893, de la route des Gorges du Cians qu'il ne verra pas, car il meurt en 1881.

## Publications
Du principe de population, précédé d'une introduction et d'une notice, par Gustave de Molinari,  Paris, 2e ed. 1885,  Guillaumin, 552 p. lire en ligne sur Gallica
Traité de finances, l'impôt en général, son assiette, ses effets économiques... notes historiques et documents statistiques,  Paris, 2e ed.,  1862 Garnier frères, 472 p. lire en ligne sur Gallica